# Julie Hagerty
Julie Beth Hagerty (Cincinnati, 1955. június 15. –) amerikai színésznő.
Az 1980-as évek elején feltűnt az Airplane! (1980) és az Airplane 2. – A folytatás (1982) című paródiafilmekben. Szerepelt Woody Allen Szentivánéji szexkomédia (1982) című rendezésében, továbbá az Elveszve Amerikában (1985), az Isten nem ver Bobbal (1991), a Micsoda srác ez a lány! (2006), az Instant család (2018) és a Noelle: A Télapó lánya (2019) című filmvígjátékokban. 2019-ben a Házassági történet című filmdrámában is játszott.

## Filmográfia

### Film
| Év   | Magyar cím                                      | Eredeti cím                                | Szerep                                    | Magyar hang       |
| ---- | ----------------------------------------------- | ------------------------------------------ | ----------------------------------------- | ----------------- |
| 1980 | Airplane!                                       | Airplane!                                  | Elaine Dickinson                          | Kovács Nóra       |
| 1982 | Szentivánéji szexkomédia                        | A Midsummer Night's Sex Comedy             | Dulcy Ford                                | Kiss Eszter       |
| 1982 | Szentivánéji szexkomédia                        | A Midsummer Night's Sex Comedy             | Dulcy Ford                                | Götz Anna         |
| 1982 | Airplane 2. – A folytatás                       | Airplane II: The Sequel                    | Elaine Dickinson                          | Juhász Judit      |
| 1985 | Elveszve Amerikában                             | Lost in America                            | Linda Howard                              |                   |
| 1985 | Isten veled, New York                           | Goodbye, New York                          | Nancy Callaghan                           | Kovács Nóra       |
| 1985 | Dokiakadémia                                    | Bad Medicine                               | Liz Parker                                | Kéri Kitty        |
| 1987 | Tökéletes kezelés                               | Beyond Therapy                             | Prudence                                  | Spilák Klára      |
| 1987 | Ária (Les Boréades-szegmens)                    | Aria                                       | ismeretlen szerep                         |                   |
| 1989 | A Broadway vérszopói                            | Bloodhounds of Broadway                    | Harriet MacKyle                           | Balogh Erika      |
| 1989 | Keserű ébredés                                  | Rude Awakening                             | Petra Black                               | Bodnár Erika      |
| 1990 | A szerencse forgandó                            | Reversal of Fortune                        | Alexandra Isles (stáblistán nem szerepel) |                   |
| 1991 | Isten nem ver Bobbal                            | What About Bob?                            | Fay Marvin                                | Ábrahám Edit      |
| 1992 | Függöny fel                                     | Noises Off                                 | Poppy Taylor                              | Csere Ágnes       |
| 1995 |                                                 | The Wife                                   | Rita                                      |                   |
| 1997 | Halálkanyar                                     | U Turn                                     | Flo                                       | Biró Anikó        |
| 1998 |                                                 | Mel                                        | Bonnie                                    |                   |
| 1999 | Botcsinálta túsz                                | Held Up                                    | Gloria                                    |                   |
| 1999 | Velem vagy nélküled                             | The Story of Us                            | Liza                                      |                   |
| 2000 |                                                 | Baby Bedlam                                | Sindi                                     |                   |
| 2001 | Eszement Freddy                                 | Freddy Got Fingered                        | Julie Brody                               | Pálos Zsuzsa      |
| 2001 | Helyzetek és gyakorlatok (Non-Fiction-szegmens) | Storytelling                               | Fern Livingston                           | Fehér Juli        |
| 2002 |                                                 | Bridget                                    | Julie                                     |                   |
| 2002 | Indíték: előítélet                              | The Badge                                  | Felicia nővér                             |                   |
| 2003 | Esküdni mernék                                  | A Guy Thing                                | Dorothy Morse                             | Farkasinszky Edit |
| 2004 |                                                 | Marie and Bruce                            | partivendég                               |                   |
| 2005 |                                                 | Adam & Steve                               | Sherry                                    |                   |
| 2005 |                                                 | Pizza                                      | Darlene                                   |                   |
| 2005 | Csak barátok                                    | Just Friends                               | Carol Brander                             | Koffler Gizi      |
| 2006 | Micsoda srác ez a lány!                         | She's the Man                              | Daphne Hastings                           | Ősi Ildikó        |
| 2006 | Az élet ritmusa                                 | Pope Dreams                                | Kristina Venable                          |                   |
| 2009 | Egy boltkóros naplója                           | Confessions of a Shopaholic                | Hayley                                    | Koffler Gizi      |
| 2013 |                                                 | A Master Builder                           | Aline Solness                             |                   |
| 2015 | Az utaskísérő – Senkit nem hagy kielégítetlenül | Larry Gaye: Renegade Male Flight Attendant | légiutas-kísérő                           |                   |
| 2018 | Instant család                                  | Instant Family                             | Jan                                       | Málnai Zsuzsa     |
| 2019 | Házassági történet                              | Marriage Story                             | Sandra                                    |                   |
| 2019 | Noelle: A Télapó lánya                          | Noelle                                     | Mrs. Kringle                              | Vándor Éva        |
| 2022 | Egy új karácsonyi történet                      | A Christmas Story Christmas                | Mrs. Parker                               |                   |
| 2023 | Ismerős a múltból                               | Somebody I Used to Know                    | Libby                                     | Málnai Zsuzsa     |
| 2023 | Szélhámos rokonok                               | The Out-Laws                               | Margie Browning                           | Kovács Nóra       |

Rövidfilmek
- A Host of Trouble (2005) –	Cletus nővér
- A Slice of ’Pizza’ (2006) – Darlene
- 2081 (2009) – Hazel Bergeron
- Make Up (2009)	– Dorris Hallens

### Televízió
| Év        | Magyar cím                               | Eredeti cím                       | Szerep                                    | Megjegyzések                          |
| --------- | ---------------------------------------- | --------------------------------- | ----------------------------------------- | ------------------------------------- |
| 1980      |                                          | The Day the Women Got Even        | Lisa Harris                               | tévéfilm                              |
| 1987      | Saturday Night Live                      | Saturday Night Live               | anya                                      | 1 epizód                              |
| 1987      |                                          | American Playhouse                | Corrinna Stroller                         | 1 epizód                              |
| 1987      |                                          | Trying Times                      | Marsha                                    | 1 epizód                              |
| 1991      |                                          | Princesses                        | Tracy Dillon                              | főszereplő (8 epizód)                 |
| 1992      | Lucky Luke                               | Lucky Luke                        | Betty Lou                                 | 1 epizód magyar hangja Bertalan Ágnes |
| 1995      |                                          | Women of the House                | Jennifer Malone                           | 2 epizód                              |
| 1996      | Szezám utca                              | Sesame Street                     | Dr. Matthews                              | 1 epizód                              |
| 1996      |                                          | London Suite                      | Anne Ferris                               | tévéfilm                              |
| 1996      | Murphy Brown                             | Murphy Brown                      | Dana                                      | 2 epizód                              |
| 1997      |                                          | Heaven Will Wait                  | Jane                                      | tévéfilm                              |
| 1997      |                                          | Remember WENN                     | Penelope Cominger                         | 1 epizód                              |
| 1997      | Vészhelyzet                              | ER                                | Brenda Wilkerson                          | 1 epizód                              |
| 1998      |                                          | The Wonderful World of Disney     | Bess Piper                                | 1 epizód                              |
| 1998      | Szerelemhajó                             | The Love Boat: The Next Wave      | Carrie Brook                              | 1 epizód                              |
| 1998      |                                          | Reunited                          | Nikki Beck                                | főszereplő                            |
| 1999      | Texas királyai                           | King of the Hill                  | Ally (hangja)                             | 1 epizód                              |
| 1999      | Rosszcsontok                             | Boys Will Be Boys                 | Emily Clauswell                           | tévéfilm                              |
| 1999      | Szeretünk Raymond                        | Everybody Loves Raymond           | Charlotte                                 | 1 epizód                              |
| 1999      |                                          | Jackie's Back!                    | Pammy Dunbar                              | tévéfilm                              |
| 1999      |                                          | The Norm Show                     | Wendy                                     | 1 epizód                              |
| 1999      |                                          | Chicken Soup for the Soul         | anya                                      | 1 epizód                              |
| 2002      |                                          | Greg the Bunny                    | Sandy Bender                              | 1 epizód                              |
| 2003      | Az őrangyal                              | The Guardian                      | Helena Denby                              | 1 epizód                              |
| 2003–2004 | Már megint Malcolm                       | Malcolm in the Middle             | Polly                                     | 4 epizód                              |
| 2004      | Esküdt ellenségek: Különleges ügyosztály | Law & Order: Special Victims Unit | Mariel Plummer                            | 1 epizód                              |
| 2004      | Csajok                                   | Girlfriends                       | Dr. Rachel Miller                         | 3 epizód                              |
| 2007      |                                          | The Winner                        | Irene Abbott                              | főszereplő                            |
| 2007      | CSI: A helyszínelők                      | CSI: Crime Scene Investigation    | Clarissa Niles                            | 1 epizód                              |
| 2009      | A szerelem nyilasa                       | Cupid                             | Liv                                       | 1 epizód                              |
| 2011–2019 | Family Guy                               | Family Guy                        | Carol Pewterschmidt / Carol West (hangja) | 5 epizód                              |
| 2012–2013 | Happy Endings – Fuss el véle!            | Happy Endings]                    | Mrs. Kerkovich                            | 2 epizód                              |
| 2014      |                                          | Wilfred                           | Genevieve                                 | 2 epizód                              |
| 2016      | Új csaj                                  | New Girl                          | Nancy                                     | 1 epizód                              |
| 2017      |                                          | Trial & Error                     | Madame Rhonda                             | 5 epizód                              |
| 2018      | Grace és Frankie                         | Grace and Frankie                 | Shirley                                   | 1 epizód                              |
| 2019–2020 | Fekete hétfő                             | Black Monday                      | Jackie Georgina                           | visszatérő szereplő (5 epizód)        |

## Fordítás
- Ez a szócikk részben vagy egészben  a   Julie Hagerty című angol Wikipédia-szócikk ezen változatának fordításán alapul.  Az eredeti cikk szerkesztőit annak laptörténete sorolja fel. Ez a jelzés csupán a megfogalmazás eredetét és a szerzői jogokat jelzi, nem szolgál a cikkben szereplő információk forrásmegjelöléseként.